# 2063 Bakhus
2063 Bakhus (mednarodno ime je 2063 Bacchus) je asteroid tipa Q v glavnem asteroidnem pasu. 
Pripada apolonskim asteroidom.

## Odkritje
Asteroid je odkril astronom Charles T. Kowal (1940 – 2011) 24. aprila 1977. Poimenovan je po Bakhusu iz rimske mitologije.

## Lastnosti
Asteroid Bakhus obkroži Sonce v 1,12 letih. Njegova tirnica ima izsrednost 0,350, nagnjena pa je za 9,433 ° proti ekliptiki. Velikost  asteroida je 1,1 × 1,1 × 2,6 km, okoli svoje osi se zavrti v  14,90 h .